# Genji monogatari
Il Genji monogatari (源氏物語? lett. "Il racconto di Genji") è un romanzo dell'XI secolo scritto dalla poetessa e scrittrice Murasaki Shikibu vissuta nel periodo Heian, considerato uno dei capolavori della letteratura giapponese così come della letteratura di tutti i tempi. I critici letterari si riferiscono ad esso come al "primo romanzo", il "primo romanzo moderno" o il "primo romanzo psicologico".

## Trama

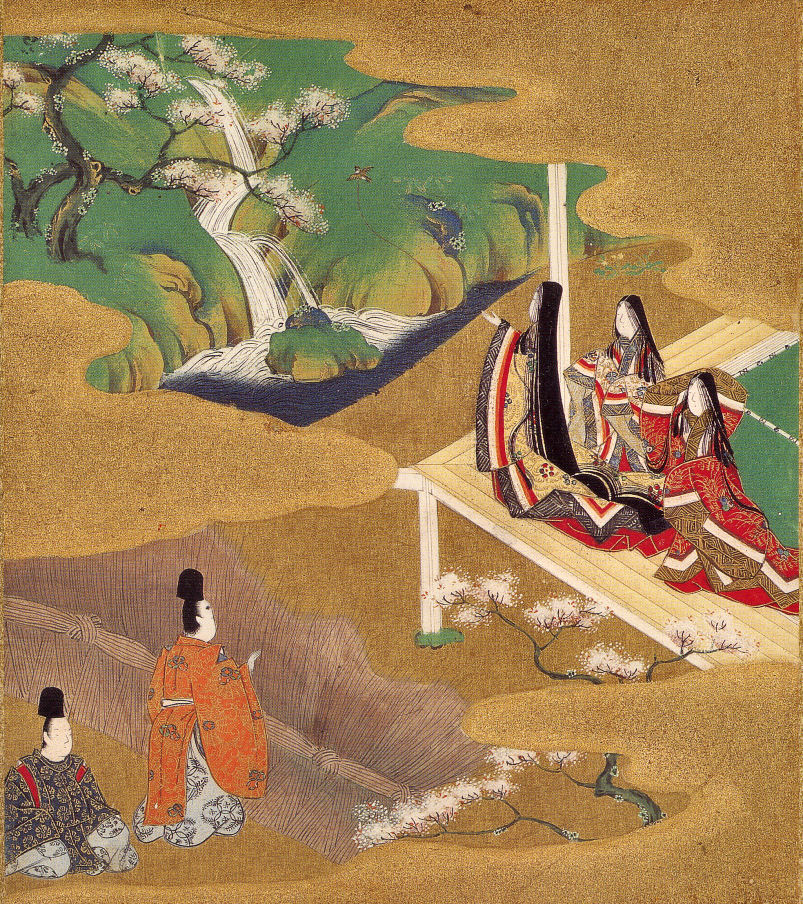
Illustrazione per il capitolo cinque, 若紫 Wakamurasaki (La giovane Murasaki), attribuita a Tosa Mitsuoki (1617--1691)

Il romanzo narra la vita di Genji, un figlio dell'Imperatore del Giappone, conosciuto anche come Hikaru Genji, Genji lo splendente. Nessuno dei due epiteti tuttavia è il suo vero nome. Genji è semplicemente un modo di leggere il kanji che indica il clan Minamoto, realmente esistito, dal quale Genji era stato adottato per ordine imperiale; per ragioni politiche (Genji era figlio di una moglie secondaria dell'Imperatore) infatti, Genji non poteva appartenere ufficialmente al ramo principale della famiglia imperiale e dovette iniziare la sua carriera politica da semplice funzionario di corte.
Il romanzo ruota intorno alla sua vita amorosa e tratteggia la vita ed i costumi della società di corte del tempo. Pur incarnando il modello tipico del libertino (certamente influenzato dalla figura di Ariwara no Narihira), Genji mostra una particolare lealtà verso tutte le donne della sua vita, non abbandonando mai nessuna delle sue mogli (vigeva la poligamia) o concubine - in un'epoca in cui la perdita di un protettore per molte dame di corte significava l'abbandono ed una vita ai margini della società (fu questa la sorte anche della principale rivale di Murasaki Shikibu, Sei Shōnagon).
Genji era il secondogenito di un Imperatore del Giappone e di una concubina, di basso rango ma dotata di grande avvenenza e leggiadria. La morte della madre, avvenuta quand'era ancora bambino, lascerà in lui la figura materna vacante, e per tutta la vita cercherà una donna ideale spesso vagheggiata. Crederà di trovarla in Dama Fujitsubo, una nuova concubina dell'Imperatore suo padre, giovane e leggiadra, molto somigliante alla madre scomparsa, ma in quanto sua matrigna una donna assolutamente proibita. Nella prima parte del romanzo i due, che si scoprono innamorati, cercheranno di reprimere i loro sentimenti, Fujitsubo chiudendosi nel riserbo e Genji, da poco sposato con la principessa Aoi, sorella del suo miglior amico Tō no Chūjō, lanciandosi in continue avventure che però non riescono mai a soddisfarlo spegnendo il desiderio per la dama.
Per curarsi da una malattia, Genji visita Kitayama, la regione delle colline che cingono a nord Kyoto. È qui che incontra una bambina, Murasaki, che lo incuriosisce e che scopre essere nipote di Fujitsubo. La porta a vivere con sé, curandone l'educazione per trasformarla nella sua dama ideale. Nel frattempo riesce ad incontrare Dama Fujitsubo ed i due finiscono per avere un figlio, che però viene riconosciuto dall'Imperatore e diviene Principe ereditario, rendendo Fujitsubo imperatrice. I due amanti giurano di non rivelare mai il loro segreto.
Genji e la principessa Aoi si riconciliano ed ella dà alla luce un figlio, ma muore poco dopo il parto posseduta dallo spirito di Dama Rokujō, un'antica amante del principe ossessionata dalla gelosia. Genji trova consolazione in Dama Murasaki, ormai cresciuta, che sposa a Kitayama. Alla morte dell'Imperatore, ha il sopravvento a corte una fazione ostile a Genji, che approfitta della prima occasione - lo scandalo che coinvolge lui e la concubina del fratello, l'Imperatore Suzaku - per esiliarlo nella provincia rurale di Harima, lontano dalla capitale. Qui un ricco possidente, Akashi no Nyūdō, ospita Genji e lo incoraggia ad intrecciare una relazione con la figlia, Dama Akashi, che gli darà una figlia - destinata a divenire Imperatrice.
Il perdono del fratello riporta Genji a Kyōto, dove conduce anche Dama Akashi. Il figlio suo e di Fujitsubo (ormai scomparsa) ascende al trono e conoscendo i reali legami di sangue che lo legano a Genji, lo eleva ai più alti onori.
Tuttavia, giunto alla quarantina, la vita di Genji giunge ad uno stallo. La sua posizione a corte è ormai consolidata, ma è la sua vita affettiva a risentire di qualche difficoltà. Seppur un po' controvoglia, Genji sposa una giovane dama dell'alta nobiltà, che però lo tradisce costringendolo a riconoscere un figlio non suo, Kaoru, come era già avvenuto all'Imperatore suo padre. Genji vede in ciò una punizione per i suoi peccati, ma non rescinde quella che rimarrà sempre un'unione non felice.
Dopo non molto tempo Dama Murasaki muore, lasciando a Genji una profonda melanconia ed un senso di solitudine. Nel capitolo seguente, Maboroshi (Illusione), Genji riflette sulla transitorietà della vita, sulla coscienza di vivere in un mondo galleggiante, esprimendo il senso di mono no aware, caducità e perciò stesso bellezza fugace di tutte le cose.
Il resto dell'opera, conosciuto come Capitoli di Uji per via dell'ambientazione, è successivo alla morte di Genji ed ha per protagonisti Kaoru ed il suo miglior amico Niou, principe imperiale figlio della figlia di Genji e di Dama Akashi. Segue le loro avventure e la loro rivalità nel tentativo di sedurre alcune delle figlie di un principe imperiale che risiede ad Uji. La narrazione ha una fine improvvisa, con Kaoru che si chiede se la dama di cui è innamorato sia invece insieme a Niou. Kaoru è stato talvolta definito il primo antieroe della letteratura giapponese.

## Contesto letterario

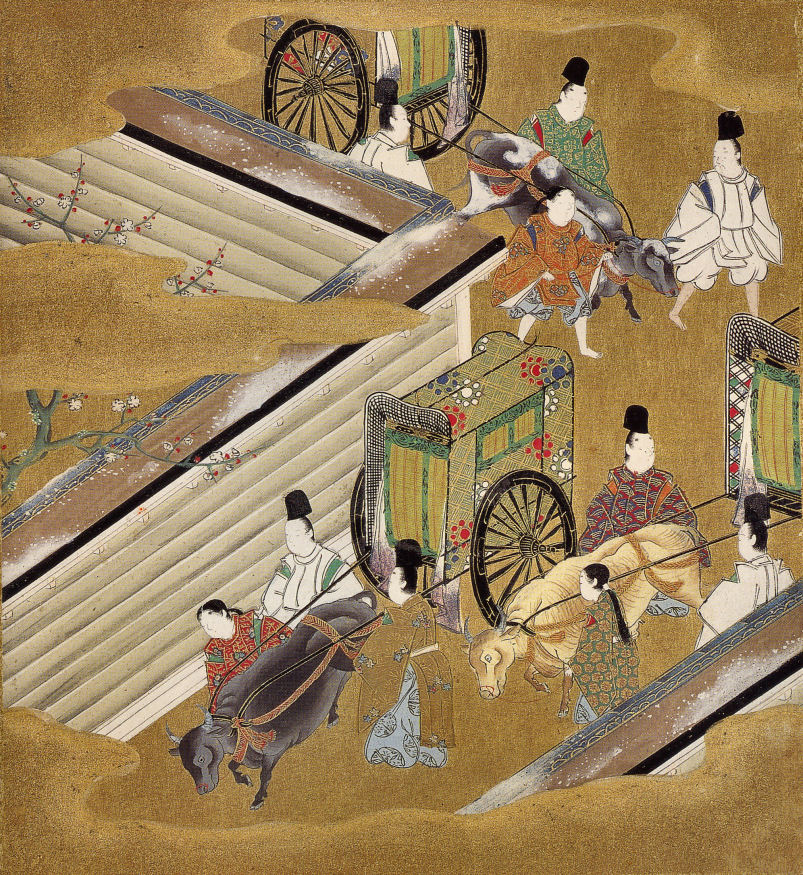
Illustrazione del capitolo 42, – 匂宮 Niō no Miya ("Il principe profumato"). Attribuita a Tosa Mitsuoki (1617–1691).

Poiché fu scritto per venire incontro al gusto delle dame di corte del Giappone dell'XI secolo, l'opera presenta delle asperità per il lettore moderno. Per prima cosa, la lingua di Murasaki, il giapponese parlato a corte nel periodo Heian aveva una grammatica estremamente complessa. Un altro problema è che chiamare qualcuno per nome era considerato volgare nella società del tempo, perciò nessuno dei personaggi viene chiamato col proprio nome nel romanzo; ci si rivolge agli uomini facendo riferimento al loro rango od alla loro posizione a corte, ed alle donne facendo riferimento al colore dei loro abiti, alla loro residenza, alle parole usate in un incontro od al rango o posizione ricoperta da un loro parente uomo. Di conseguenza, a seconda del capitolo si possono trovare per i medesimi personaggi appellativi diversi.
Un altro aspetto del linguaggio è l'importanza che riveste l'uso della poesia nella conversazione. Modificare o rielaborare un classico a seconda della situazione del momento era un comportamento codificato nella vita di corte del tempo, e spesso serviva a comunicare attraverso sottili allusioni. Le poesie nel Genji sono spesso dei waka. La gran parte di essi era ben conosciuta dal lettore di riferimento, perciò ne vengono citati solamente i primi versi, ed il lettore è invitato a completarli da solo, proprio come oggi potremmo dire "tanto va la gatta al lardo..." e lasciare sottinteso il resto del proverbio ("...che ci lascia lo zampino").
Come la stragrande maggioranza delle opere letterarie Heian, il Genji era stato redatto in buona parte (se non interamente) in kana (caratteri fonetici giapponesi) e non in kanji (sinogrammi o caratteri cinesi), poiché era rivolto ad un pubblico prevalentemente femminile. La scrittura in sinogrammi era allora considerata prerogativa maschile e le donne potevano servirsi del cinese solo marginalmente e con discrezione, per non passare per saccenti.
Proprio per questo al di là del lessico relativo alla politica ed al buddhismo, il Genji contiene poche parole prese in prestito dal cinese. Ciò conferisce alla lettura un ritmo più scorrevole ed uniforme, tuttavia crea anche dei problemi di interpretazione, poiché in giapponese sono numerosissime le parole omofone il cui significato è generalmente chiarito dai sinogrammi, perciò per il lettore moderno spesso il contesto è insufficiente per scegliere il significato giusto.
Murasaki Shikibu non fu né la prima né l'ultima autrice del periodo Heian, né il Genji è il primo o l'unico esempio di monogatari. Piuttosto si può affermare che ricopra un'importanza ed un ruolo paradigmatico per tutte le opere del suo tempo, un po' come le commedie di Shakespeare al confronto con il resto della produzione teatrale elisabettiana.

## Struttura dell'opera
Iniziato nel 1001, è diviso in 54 capitoli. I primi 41, ambientati nella capitale del Giappone Heian-kyō, narrano la vita del principe Genji, il principe splendente, chiamato così per la sua intelligenza, cultura, e bellezza fisica; la trama si fonda sulla fortuna mondana, la caduta, la risalita al potere e infine la morte del principe galante, a cui fanno cornice stupende figure femminili dell'aristocrazia di corte. All'inizio del quarantaduesimo capitolo il lettore viene informato, senza enfasi, della morte di Genji e assiste a un profondo cambio di atmosfera: l'azione si sposta nel villaggio di Uji e i nuovi protagonisti del libro diventano Kaoru, figlio illegittimo della consorte di Genji, e Niou, nipote di Genji.

## Fortuna letteraria
Grandi scrittori giapponesi di ogni epoca si rivolsero al Genji Monogatari come fonte d'ispirazione letteraria prettamente nazionale; anche alcune tra le opere più conosciute del Teatro Nō traggono il loro tema dal romanzo (come ad esempio Aoi no Ue, La principessa Aoi), e divenne presto oggetto di commenti filologici e critici da parte dei maggiori autori e studiosi giapponesi.
In epoca moderna sono stati numerosi gli scrittori di primo piano che hanno rivalutato l'opera apprezzandone modernità e complessità e si sono dedicati alla sua traduzione in giapponese moderno; tra di essi Akiko Yosano, Enchi Fumiko, Jun'ichirō Tanizaki e Yukio Mishima.
Il Genji inoltre ha ispirato diverse versioni manga: Asaki yumemishi di Waki Yamato (1979), Genji monogatari di Tatsuya Egawa (2001), Gekka no kimi di Ako Shimaki (2002) e la versione parodica Patalliro Genji Monogatari di Mineo Maya (2004), tutti inediti in Italia. 
Risale al 1987 invece il lungometraggio animato The Tale of Genji di Gisaburō Sugii che segue le vicende del romanzo fino all'esilio del protagonista ad Harima; caratteristiche le atmosfere dilatate ed oniriche e il tratto essenziale e pulito; le amanti di Genji hanno fisionomia così similare da apparire appena distinguibili: è così che implicitamente ne viene suggerita la natura d'alter ego. Sarà solo nel finale, nelle allusioni Dama Fujitsubo, che verrà palesato l'oggetto reale della ricerca amorosa del principe: quella figura materno-femminile mancata in infanzia e tragicamente utopica. La colonna sonora di genere hōgaku è firmata da Haruomi Hosono, bassista degli Yellow Magic Orchestra. 
Nel 2009 ne è stata inoltre tratta una serie anime di 11 episodi trasmessa su Fuji TV all'interno di noitaminA, intitolata Genji monogatari sennenki.